# コリネス県
コリネス県（コリネスけん、フランス語: Département des Collines）はベナン中部の県。県都はダサ＝ズメ。2013年の人口は71万7,477人、面積は1万3,931km2、人口密度は52人/km2である。 

## 地理
ベナンの中心部に横たわっており、県では唯一トーゴとナイジェリアの両国と接している。
- 北東： ボルグー県
- 東： ナイジェリア
- 南東： プラトー県
- 南西： ズー県
- 西： トーゴ
- 北西： ドンガ県

## 歴史
1999年1月15日にズー県の北部を基に分離、新設された。
2016年に県都がサヴァルーからダサ＝ズメに変更された。

## コミューン

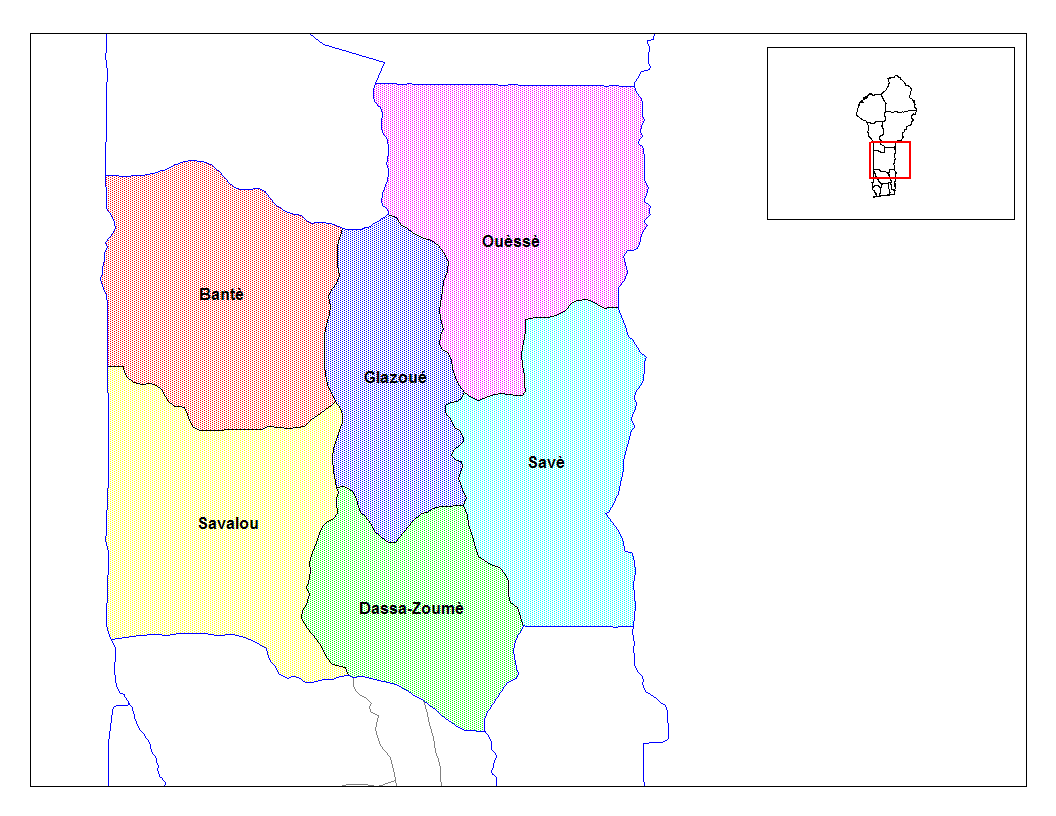
コリネス県内の自治体

コリネス県は6つのコミューン（基礎自治体）から成る。
- バンテ（フランス語版） (Bantè)
- ダサ＝ズメ (Dassa-Zoumé)
- グラズエ（フランス語版） (Glazoué)
- ウェセ（フランス語版） (Ouèssè)
- サヴァルー（フランス語版） (Savalou)
- サベー (Savé)

## 民族
- ヨルバ人：61.7%
  - ナゴトゥ族：46.8%
  - イダシャ族：14.9%
- マヒ人（英語版）：25.7%
- フォン人：12.6%